# Ulica Grodzka w Warszawie
Ulica Grodzka – ulica w Warszawie, biegnąca od ul. Wybrzeże Gdańskie do al. „Solidarności”. Została wytyczona w roku 1949 w miejscu dawnej drogi prowadzącej z dziedzińca pałacu Pod Blachą ku Wiśle.

## Historia
Ulica nawiązuje swą nazwą do istniejącej przed rokiem 1945 ulicy Grodzkiej, położonej po południowej stronie Trasy W-Z, biegnącej z placu Zamkowego ku Wiśle. W roku 1780 według projektu Dominika Merliniego powstał budynek koszar, rozbudowany dekadę później; górowały nad nimi nieistniejące dziś budynki kościoła i klasztoru bernardynek.
Północną pierzeję dawnej Grodzkiej wypełniały budynki gospodarcze pałacu Pod Blachą; wszystkie te budynki oraz kościół Bernardynek rozebrano w roku 1843. Ich miejsce zajął wiadukt Pancera, będący zjazdem z placu Zamkowego na Powiśle, po roku 1864 na most Kierbedzia. Po roku 1856 ulica otrzymała bruk i gazowe latarnie.`Na początku XX wieku Grodzką skrócono; wschodni odcinek ulicy wchłonął rynek Mariensztacki. 
W roku 1944 Niemcy spalili dawne stajnie, zaś Wiadukt Pancera wysadzili w powietrze. Mimo planów jego odbudowy, wygrała jednak koncepcja ukrytej w tunelu Trasy W-Z. Ruiny wiaduktu rozebrano, zaś ulica Grodzka zupełnie zmieniła swój przebieg – dziś jej dawnemu przebiegowi odpowiada zachodni odcinek ulicy Nowy Zjazd.

## Ważniejsze obiekty
- Pałac Pod Blachą
- Zamek Królewski
- Trasa W-Z
- Most Śląsko-Dąbrowski
- Arkady Kubickiego